# Веррасто, Давид
Давид Веррасто (венг. Dávid Verrasztó; род. 22 августа 1988 года, Будапешт, Венгрия) — венгерский пловец, специализирующийся в плавании комплексом. Двукратный серебряный призёр чемпионата мира. Двукратный чемпион Европы на дистанции 400 метров комплексным плаванием.
Сын Золтана Веррасто, старший брат Эвелин Веррасто.

## Биография
Родился в городе Будапешт, Венгрия. Впервые стал известен после чемпионата Европы по водным видам спорта 2010 года в Будапеште, где завоевал серебряную медаль на дистанции 400 метров комплексом.
Участник чемпионата мира по водным видам спорта 2011 года в Шанхае. Участвовал на дистанциях 200 и 400 метров комплексом. На дистанции 200 метров комплексом в первом раунде, проплыв за 1 минуту и 58,69 секунды, занял 2 место и вышел в полуфинал. В полуфинале, проплыв за 2 минуты и 00,05 секунды, занял 15 место и выбыл из соревнований. На дистанции 400 метров в первом раунде, проплыв за 4 минуты и 15,01 секунды, занял 5 место и вышел в финал. В финале проплыл за 4 минуты и 15,67 секунды, таким образом занял 6 место.
Участник чемпионата Европы по водным видам спорта 2012 года в Дебрецене. Плыл на дистанциях 200 и 400 метров комплексом. На дистанции 200 метров в первом раунде, проплыв за 2 минуты и 00,35 секунды, занял 2 место и вышел в полуфинал. В полуфинале, проплыв за 2 минуты и 00,75 секунды, занял 6 место и вышел в финал. В финале проплыл за 2 минуты и 01,70 секунды, таким образом занял 6 место. На дистанции 400 метров в первом раунде, проплыв за 4 минуты и 17,01 секунды, занял 4 место и вышел в финал. В финале проплыл за 4 минуты и 14,23 секунды, таким образом завоевал серебряную медаль, уступив своему соотечественнику Ласло Чеху.
Участник Олимпийских игр 2012 года в Лондоне. Плыл на дистанциях 200 и 400 метров комплексом. На дистанции 200 метров в первом раунде, проплыв за 2 минуты и 04,53 секунды, занял 35 место и выбыл из соревнований. На дистанции 400 метров в первом раунде, проплыв за 4 минуты и 18,31 секунды, занял 22 место и закончил соревнования.
Участник чемпионата мира по водным видам спорта 2013 года в Барселоне. Плыл на дистанции 400 метров комплексом. В первом раунде, проплыв за 4 минуты и 13,95 секунды, занял 5 место и вышел в финал. В финале проплыл за 4 минуты и 13,68 секунды, таким образом занял 6 место.
Участник чемпионат Европы по водным видам спорта 2014 года в Берлине. Плыл на дистанциях 200 и 400 метров комплексом. На дистанции 200 метров в первом раунде, проплыв за 2 минуты и 01,23 секунды, занял 11 место и вышел в полуфинал. В полуфинале, проплыв за 2 минуты и 00,43 секунды, занял 9 место и выбыл из соревнований. На дистанции 400 метров в первом раунде, проплыв за 4 минуты и 16,78 секунды, занял 1 место и вышел в финал. В финале проплыл за 4 минуты и 11,89 секунды, таким образом завоевал золотую медаль первенства Европы.
Участник чемпионата мира по водным видам спорта 2015 года в Казани. Плыл на дистанции 400 метров комплексом. В первом раунде, проплыв за 4 минуты и 11,99 секунды, занял 2 место и вышел в финал. В финале проплыл за 4 минуты и 09,90 секунды, таким образом завоевал серебряную медаль чемпионата мира, уступив японцу Дайя Сэто.